# Gama (apelido)

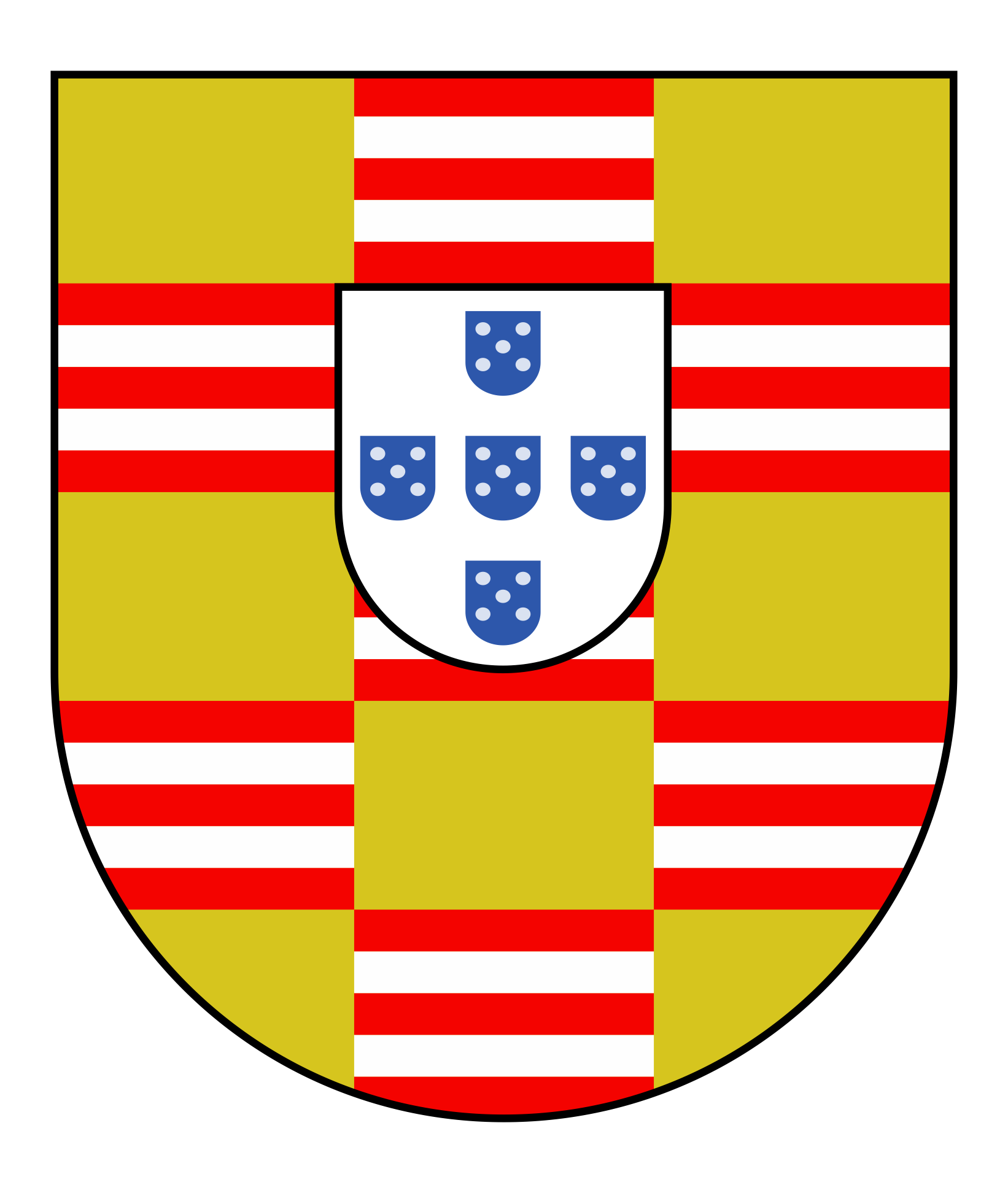
Brasão de armas da família da Gama do ramo de Vasco da Gama

Gama, Da Gama ou Gamma é um apelido de família da onomástica de origem luso-espanhola, sendo mais frequente em Portugal, Brasil e Espanha.

## Origem
O sobrenome Gama teve origem na Europa meridional, supõem-se pelo fato da grande influência greco-romana que esta região sofreu, não se sabe ao certo quando este sobrenome surgiu nem o local exato, mas já na Idade Média há noticias dessa linhagem verossímil pertencentes a pequena nobreza dos cavaleiros e escudeiros nobres de Portugal.
O mais antigo que se conhece deste apelido é Álvaro Annes de Gama, cavaleiro honrado que, no tempo de Afonso III de Portugal, viveu em Olivença, serviu na conquista do Algarve e foi pai de João Álvares da Gama, contemporâneo de D. Dinis e Afonso IV, com o qual, já idoso, se encontrou na Batalha do Salado, sendo então pai de Estêvão Vaz da Gama casado com Catarina Mendes, dela tendo um filho por nome Vasco da Gama, do qual veio ilustre geração da qual ressalta a figura do navegador Vasco da Gama, descobridor do caminho marítimo para a Índia, feito pelo qual o rei Manuel I lhe deu o Dom, o título de Conde da Vidigueira, e o acrescentamento das armas de seus antepassados, que aqui se indicam, com as do reino de seus irmãos provêm os Gama Lobo e outras importantes famílias, dele vêm os Condes da Vidigueira e Marquês de Nisa, os Conde de Cascais e da Castanheira e outras importantes casa titulares portuguesas.

## Brasão de armas
A primeira forma da heráldica da família consiste em campo bilhetado de ouro e de vermelho, de três peças em faixa e cinco em pala, as de vermelho carregadas de dois filetes de prata postas em faixa, a segunda forma que foi concedida para Vasco da Gama após a descoberta do caminho marítimo para a Índia consiste em uma gama passante de ouro, carregada de três palas de vermelho, ou meio naire, de braços nus, vestido e toucado de branco, ao modo da Índia, com uma tira que lhe cai pelas costas, tendo na mão direita o escudo das armas e na esquerda um ramo de canela, de verde, florido de ouro.

## Membros ilustres da família
- Estêvão da Gama (1430 — 1497), explorador português e pai de Vasco da Gama.
  - Paulo da Gama (ca. 1465 — 1499), explorador português e irmão de Vasco da Gama.
  - Vasco da Gama (ca. 1469–1524), navegador e explorador português.
    - Estêvão da Gama (1505–1576), explorador português e filho de Vasco da Gama. Governador da Índia (1540-1542).
    - Francisco da Gama, 2.º Conde da Vidigueira (ca. 1510-depois de 1555 e antes de 1578), filho de Vasco da Gama.
      - Vasco da Gama, 3.º Conde da Vidigueira (ca. 1530 — 1578), militar português e neto de Vasco da Gama.
        - Francisco da Gama, 4.º Conde da Vidigueira (1565 — 1632), Governador e Vice-Rei da Índia

      - João da Gama (ca. 1540 — depois de 1591), explorador português e neto de Vasco da Gama.

    - Cristóvão da Gama (1515 — 1542), militar e explorador português e filho de Vasco da Gama.
    - Paulo da Gama (1518), capitão de Malaca (1533) e filho de Vasco da Gama.
- Estêvão da Gama (c. 1470), explorador português e primo de Vasco da Gama.